# J'ai fait un beau voyage
À ne pas confondre avec Inde, terre mère, film à sketches de Roberto Rosselini sur l'Inde.

J'ai fait un beau voyage (titre original : L'India vista da Rossellini) est une série de dix documentaires réalisés par Roberto Rossellini en 1959 pour le compte de la RAI. En France, l'émission a été diffusée sur RTF Télévision. La durée totale de l'émission est de 251 minutes (4 h 11).
Ces documentaires, diffusés entre 7 janvier 1959 et le 11 mars 1959 dans l'émission I viaggi del Telegiornale, sont le résultat de la quantité considérable de documents collectés par Rossellini durant son voyage en Inde l'année précédant la réalisation du film. La version française est diffusée sur RTF Télévision entre le 11 janvier 1959 et le 6 août 1959,.
Giuseppe Sala et Marco Cesarini Sforza collaborèrent à la réalisation.
Les titres des dix documentaires sont :
1. India senza miti
2. Bombay, la porta dell'India
3. Architettura e costumi a Bombay
4. Varsova
5. Verso il Sud
6. Le lagune del Malabar
7. Il Kerala
8. Hirakound
9. Il Pandit Nehru
10. Gli animali in India